# Bizerta
Bizerta (àrab: بنزرت, Binzart; francès: Bizerte) és una ciutat de Tunísia, capital de la governació homònima, amb uns 115.000 habitants. Està situada uns 60 km al nord de la ciutat de Tunis i uns 15 al sud del cap Blanc, el punt més septentrional del continent africà. La municipalitat té una població de 114.371 habitants i és capçalera de les delegacions de Bizerta Nord i Bizerta Sud. Té un port excel·lent anomenat Bizerte-Menzel Bourguiba, que es troba a Menzel Bourguiba, a la costa sud del llac o badia de Bizerta.

## Història
Zaritus fou una colònia de Tir a la Zeugitana, a l'Àfrica. Era a la riba d'un llac (l'Hipponitis Palus), que comunicava amb la mar i rebia les aigües d'un altre llac, el Sisara. Sota influència de Cartago, després de la victòria sobre Agàtocles, en la Segona Guerra Púnica fou ocupada pels romans, que li van donar el nom d'Hippodiarrhytus (Hippo Diarrhytus) o Hippopolis.
Va passar als vàndals amb la resta de la província d'Àfrica i fou conquerida pels romans d'Orient en temps de Justinià I.
Va ser ocupada per primer cop pels àrabs el 647, que la van anomenar Bínzart. Conquerida per segon cop el 661 per Muàwiya ibn Hudayj, i per tercera vegada (i definitiva) per Hassan ibn an-Numan, al mateix temps que Cartago, fou capital del districte de Satfura, al nord de Tunis, fins que fou gairebé abandonada al segle x, però al cap d'un segle es va començar a recuperar. Després de la invasió dels Banu Hilal i la fugida de l'emir zírida de Kairuan (1057), va esdevenir un estat independent governat a manera de república, que pagava un tribut als àrabs del rerepaís. Al cap d'un temps, el cap àrab al-Ward al-Lakhmí, aprofitant les lluites civils, es va apoderar de la república i es va proclamar emir; va restaurar la prosperitat i, quan va morir, el va succeir el seu fill. Fins a set emirs van formar aquesta dinastia dels Banu l-Ward; el setè, Issa, es va sotmetre a l'almohade Abd-al-Mumin (1159).
Mig segle després, al començament del segle xiii, Bizerta fou atacada pels Banu Ghàniya; la seva ocupació fou breu, però després la ciutat ja no es va recuperar. La decadència va anar creixent fins al segle xvi, sense rebre l'atenció dels hàfsides. Alguns musulmans de l'Àndalus van emigrar a la zona i van crear el barri dels Andalusins. La seva activitat fou, per necessitat, la pirateria.
El 1524, va rebutjar la sobirania hàfsida i es va sotmetre a Khair ed-Din Barba-rossa, senyor d'Alger. Això va provocar la reacció espanyola i el 1535 fou conquerida per l'emperador Carles V; va restar en mans dels espanyols fins al 1572, quan va passar a mans dels otomans. Els seus habitants es van dedicar a la pirateria, sobretot contra venecians i francesos. Això va provocar alguns bombardejos de la ciutat, dels quals només cal destacar el més important, el del 1785. La supressió de la pirateria va provocar la ruïna de la ciutat.
El tractat de Berlín va donar Tunísia a França, que va construir a la ciutat una base naval. Això i altres treballs en van revitalitzar l'economia i va esdevenir una de les principals ciutats del protectorat.
Quant Tunísia va accedir a la independència el 1956, els francesos van voler conservar Bizerta. Això va portar a un sagnant conflicte quan la marina tunisiana va bloquejar la ciutat i es van produir enfrontaments que van deixar més de mil morts. Finalment, els francesos van abandonar Bizerta el 15 d'octubre del 1963. Aquests fets es coneixen com el conflicte de Bizerta.

## Jaciment arqueològic
Hippo Diarrhytus fou inicialment un establiment fenici i després un port púnic i romà. Va tenir un paper molt important en l'exportació de gra d'Àfrica cap al port d'Òstia, a Roma. La zona del vell port romà en si mateix té pocs vestigis, però a la vora hi ha la plaça Slaheddine Bouchoucha, a la rodalia de la qual hi ha una font de 1642, i la mesquita de Rebaà i la Gran mesquita; també proper hi ha el mercat dels forjadors, on els artesans treballen el ferro forjat; al costat hi ha la qasba i el fort de Sidi El Hani. El fortí d'Espanya, construït per un pirata el 1573, hi és també proper.

## Administració
La ciutat es reparteix entre dues delegacions o mutamadiyyes, Bizerta Nord i Bizerta Sud, amb codi geogràfic 17 51 i 17 53, respectivament (ISO 3166-2:TN-12), dividides la primera en tretze sectors o imades i la segona en deu.
Al mateix temps, forma una municipalitat o baladiyya (codi geogràfic 17 11), dividida en quatre circumscripcions o dàïres:
- Bizerte Medina (17 11 11)
- Zarzouna (17 11 12)
- Aïn Mariam (17 11 13)
- Hached (17 11 14)

La municipalitat inclou, a més de les delegacions de Bizerta Nord i Bizerta Sud, amb els seus tretze i deu sectors respectivament, la delegació de Zarzouna, amb els seus quatre sectors. En total la municipalitat s'estén per 27 sectors de tres delegacions.